# 485
Cette page concerne l'année 485  du calendrier julien. Pour l'année 485 av. J.-C., voir 485 av. J.-C. Pour le nombre 485, voir 485 (nombre).
L'année 485 est une année commune qui commence un mardi.

## Événements
- 5 octobre : la déposition du patriarche d'Antioche Calandion est connue à Rome. Calandion soutient la révolte d'Illus et de Léontius et est hostile à l'Henotikon de Zénon, qui restaure Pierre le Foulon[1].

- Bataille entre Ælle de Sussex et les Bretons près d'un cours d'eau nommé Mearcred's Burn[2].
- Fondation de l’abbaye Saint-Guénolé de Landévennec selon la tradition, date confortée par l’archéologie[3].

## Naissances en 485
- Parthénius fonctionnaire gallo-romain d'origine arverne, il est connu comme l'un des premiers souverains de Provence.

## Décès en 485
- 17 avril : Proclus philosophe grec néoplatonicien, à Athènes (né en 412). Élève de Syrianos, il enseignait la philosophie à l'École néoplatonicienne d'Athènes. Auteur de Commentaires sur divers dialogues platoniciens.